# نموذج تقييم الأصول الرأسمالية
نموذج تسييل الأصول الرأسمالية يستخدم في المالية لافتراض تحديد عائد مناسب من الربحية وعليه يمكن توقع الأسعار المناسبة للأوراق المالية إذا كان من الممكن تحديد التدفقات النقدية. كما يحدد عليه ما إذا كانت المحفظة الاستثمارية موزعة توزيعًا جيدًا على نحو يضمن تقليل المخاطرة.
يأخذ النموذج في عين الاعتبار حساسية الأصل للمخاطرة السوقية (المتعلقة بالسوق ككل) ويطلق عليها معامل بيتا (β)، كما يأخذ بعين الاعتبار العائد الخالي من المخاطرة الذي غالبًا ما يكون معدل سعر الفائدة على أذونات الخزينة.
أما طريقة الحساب فهي:
- {\displaystyle E(r)=r_{f}+\beta \cdot (E(r_{m})-r_{f})}

أو العائد المتوقع = العائد الخالي من المخاطر+معامل بيتا * (العائد المتقع للسوق-العائد الخالي من المخاطر)